# Batalha de Rancagua
A Batalha de Rancagua também conhecida no Chile como Desastre de Rancagua, ocorreu de 1º de outubro de 1814 a 2 de outubro de 1814, quando o Exército espanhol sob o comando de Mariano Osorio derrotou as forças rebeldes chilenas comandadas por Bernardo O'Higgins. Isso pôs fim à chilena Patria Vieja e foi o passo decisivo para a reconquista militar espanhola do Chile.

## Antecedentes
Quando a Espanha ouviu sobre a revolta dos patriotas no Chile, enviou um exército de soldados e monarquistas espanhóis para derrotar a rebelião. Quando O'Higgins ouviu falar do exército sitiado em Rancagua, ele foi com seu exército de 1 000 patriotas, para reforçar o exército de Juan Carrera em Rancagua. Em desvantagem numérica e mal com suprimentos suficientes, O'Higgins não recuou e selou o destino de seu exército.

## A batalha
A batalha ocorreu na manhã de 1º de outubro de 1814, fora da cidade de Rancagua. As forças chilenas ocuparam a cidade antes deste confronto e, finalmente, foram cercadas pelas forças de Osorio que avançaram em direção à cidade. O motivo da ocupação da cidade foi sua importância estratégica na defesa da capital chilena, Santiago. A batalha foi acirrada e os espanhóis contavam com uma força de elite de soldados conhecidos como “Talaveras”, veteranos das Guerras Napoleônicas na Europa. Como a luta continuou até a noite, as forças espanholas decidiram incendiar a cidade. Com o número de vítimas crescendo, as forças chilenas solicitaram reforços da capital, Santiago, que ficava 87 quilômetros ao norte de Rancagua. No final das contas, o pedido falhou, o que forçou o exército chileno a se dispersar e fugir para o campo. Depois dessa vitória, o exército espanhol seguiu para Santiago, esmagou o governo chileno e instituiu sua brutal Reconquista do Chile.

## Consequências
Após a Batalha de Rancagua, os espanhóis capturaram Santiago em poucos dias, o que marcou o início da Reconquista da América do Sul. Esta batalha tornou-se uma mancha na memória nacional do Chile, pois era uma época em que a nação estava perdida e as pessoas temiam que sua luta pela independência fosse em vão. As pessoas fugiram para outro lugar na América do Sul como refugiadas para escapar da violência que os espanhóis teriam infligido aos rebeldes.